# موراي ماكدويل
موراي ماكدويل (بالإنجليزية: Murray McDowell)‏ هو لاعب كرة قدم بريطاني في مركز الهجوم، ولد في 17 فبراير 1978 في دندي في المملكة المتحدة. لعب مع بيرويك راينجرز وكوين أوف ساوث وكيلتي هارتز ونادي اربوراث ونادي بارتيك ثيسل ونادي ستنهاوسموير ونادي كاودينبيث ونادي كلايد.

## وصلات خارجية
- موراي ماكدويل على موقع قاعدة بيانات كرة القدم.إي يو (الإنجليزية)
- موراي ماكدويل على موقع Soccerbase.com (لاعب) (الإنجليزية)